# Juan Cerro
Juan José Cerro es un exfutbolista argentino. Jugaba como delantero y debutó con la casaca de Rosario Central.

## Carrera

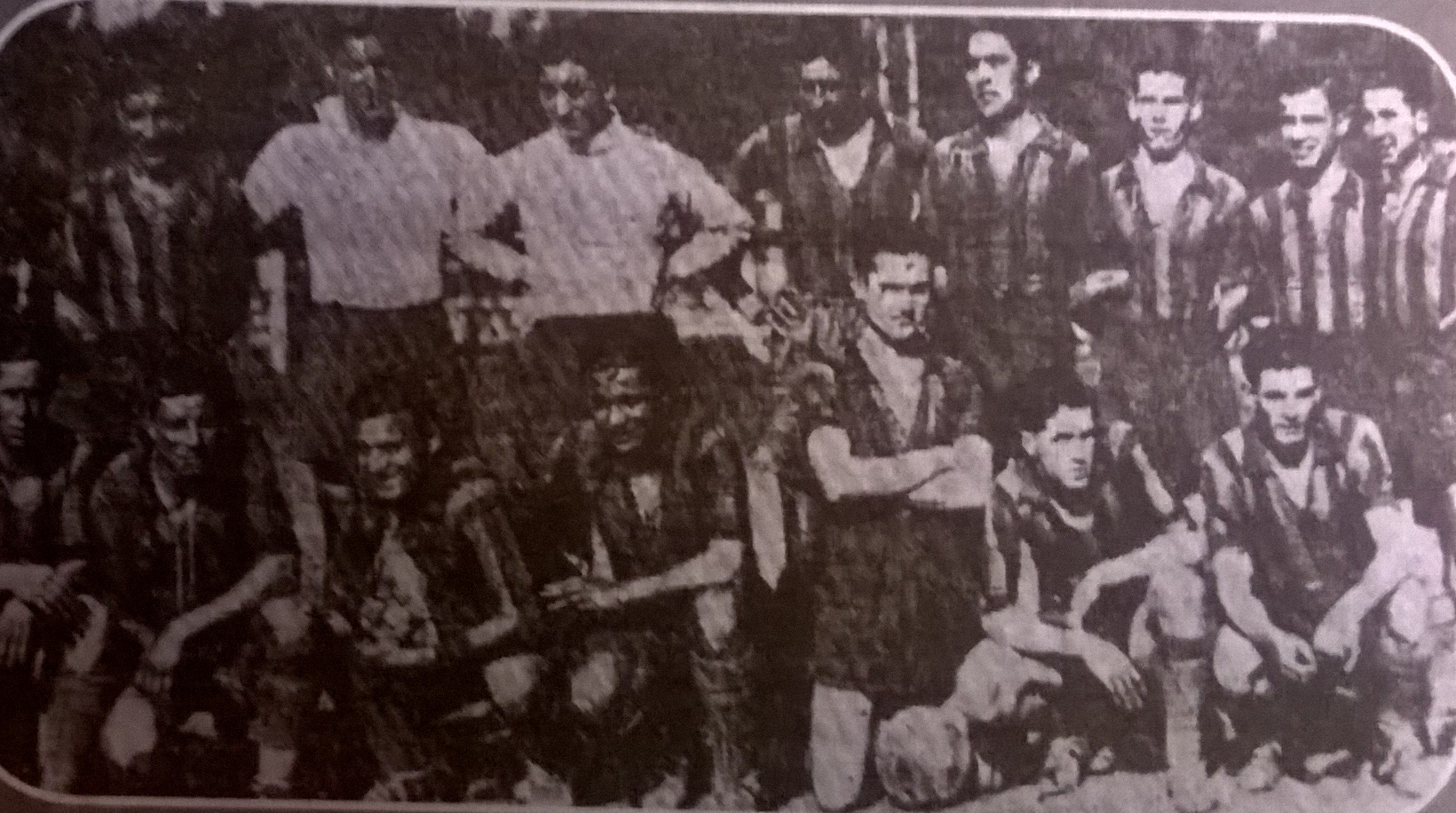
Rosario Central en 1936. Parados: Rafael Luongo, Pedro Aráiz, Cándido De Nicola, Germán Gaitán, Justo Lescano, Alfredo Fógel, Atilio Orihuela, Félix Ferreyra; hincados: Juan Cerro, Ignacio Díaz, Oscar Díaz, Sebastián Guzmán, Roberto D'Alessandro, Harry Hayes (hijo), Aníbal Maffei.

Tuvo sus primeros partidos durante 1931, en el inicio de la era profesional en el fútbol argentino, con Rosario Central jugando con su primer equipo en los torneos de la Asociación Rosarina de Fútbol. Desempeñándose por el sector derecho del ataque, ya sea como puntero o como entreala, comenzó a tener mayor participación a partir de 1935, oficiando como reemplazo de Juan Cagnotti y de Cayetano Potro, pasando a ser titular una vez que éstos dejaron el club de Barrio Arroyito. Obtuvo con el canalla los primeros títulos para el club en el profesionalismo: el Torneo Preparación 1936 (ganado a Newell's Old Boys en final desempate por 3-2, con Cerro como titular) y el Torneo Molinas y el Torneo Ivancich, ambos de 1937. Totalizó en Central 52 presencias, con 13 goles convertidos.
Prosiguió su carrera en el fútbol porteño jugando por Atlanta entre 1938 y 1939, luego por Banfield en 1940 y finalmente en Los Andes en 1941.

## Clubes
| Club            | País      | Año       |
| --------------- | --------- | --------- |
| Rosario Central | Argentina | 1931-1937 |
| Atlanta         | Argentina | 1938-1939 |
| Banfield        | Argentina | 1940      |
| Los Andes       | Argentina | 1941      |

## Palmarés
| Equipo          | Liga     | País      | Título             | Año  |
| --------------- | -------- | --------- | ------------------ | ---- |
| Rosario Central | Rosarina | Argentina | Torneo Preparación | 1936 |
| Rosario Central | Rosarina | Argentina | Torneo Molinas     | 1937 |
| Rosario Central | Rosarina | Argentina | Torneo Ivancich    | 1937 |